# 西山美食話
西山美食話（にしやまグルメ・トーク）は、エフエム北海道（AIR-G'）にて1989年10月1日より放送されているラジオ番組。放送時間は日曜日18:00 - 18:30（JST）。パーソナリティーは松尾亜希子。
オープニングテーマはparis matchのHAPPY-GO-ROUNDの前奏部分である。

## 概要
- 毎週の話題や旬の出来事等を取り上げ、それにまつわる楽曲を紹介していくスタイル。映画や時事など、幅広いジャンルを取り扱う。

## 放送時間
- 日曜日18:00 - 18:30（1989年10月1日 - 現在）

## パーソナリティ
- 香川万里 (1989年10月1日 - 2020年3月29日）
- 松尾亜希子 (2020年4月5日 - 現在）

## 主なコーナー
コーナー名はないが、スポンサーである西山製麺から毎週リスナーにプレゼントがある。生麺、生パスタなど時期によりプレゼント内容は変わる。